# Distrito de Laborie
Laborie es un distrito administrativo localizado al sur de la isla de Santa Lucía, un pequeño país del área del Caribe localizado al norte de Venezuela y Trinidad y Tobago. De acuerdo con el censo del año 2001 la región tiene una población de 7,365 habitantes. La cabecera distrital es el pueblo de Laborie, ubicada a 27 km (en línea recta) al sur de la capital, Castries.

## Organización territorial
El distrito está formado por treinta y cuatro localidades:
- Annus
- Balca
- Balembouche
- Banse (parcial)
- Banse la Grace
- Beyar
- Black Bay (parcial)
- Bongalo
- Daban
- En Leur Ba
- Fond Berange
- Gayabois
- Gentil
- Getrine
- Giraud
- H'Erelle
- Kennedy Highway
- La Haut
- La Perle
- Laborie
- Londonderry
- MacDomel
- Morne Gomier
- Morne le Blanc
- Morne Lezard Estate
- Morne Paul
- Olibo
- Parc Estate
- Piaye
- Saltibus
- Saphire
- Tete Morne
- Village
- Warwick